# ماربيلا كوريا
بيتريز ماربيلا كوريا سياس  المعروفة باسم ماربيلا كوريا (14 سبتمبر 1988 بولاية سونورا، المكسيك) هي مغنية مكسيكية حاصلة على المركز الثالث في برنامج الأكاديمية.
بعد فوزها بالمركز الثالث في 2006، مضت عقدا مع مجموعة وورنر الموسيقية بالإضافة إلى حصولها على مبلغ 500.000 $، بعد فوزها بالمركز الثالث في 2006، مضت عقدا مع مجموعة وورنر الموسيقية بالإضافة إلى حصولها على مبلغ 500.000 $، وفي 2007 أصدرت أول ألبوماتها بعنوان انظر إلي (بالإسبانية: Mírame)‏ الذي حمل مجموعة واسعة من أغانيها في الأكاديمية، حيث حققت أكثر من 38.000 نسخة مباعة في المكسيك وأصبح ألبومها ضمن تصنيف أفضل 50 ألبوما تحقيقا للمبيعات في البلاد.
في 4 ديسمبر 2014، أصدرت أول أغنية منفردة لها خارج إطار الأكاديمية بعنوان ذلك يكمن في وجهك  (بالإسبانية: La que miente en tu cara)‏، كما أطلقتها على منصة يوتيوب كذلك.

## ديسكوغرافيا

### الألبومات
- 2014: التي تكمن في وجهك (بالإسبانية: La que miente en tu cara)‏
- 2007: انظر إلي (بالإسبانية: Mírame)‏
- 2006: لم يبقى لي أي شيء (بالإسبانية: No Me Queda Más)‏
- 2006: الرجل في الشقة رقم 512 (بالإسبانية: El chico del apartamento 512)‏